# Староуткинский завод
Староу́ткинский металлурги́ческий заво́д — один из старейших металлургических заводов Урала, основанный в 1720-х годах на реке Средняя Утка. Ныне ООО «Староуткинский металлургический завод».

## История

### Первые годы
Завод строился А. Н. Демидовым по указу Берг-коллегии от 9 февраля 1726 года в 100 верстах к северо-западу от Екатеринбурга. Земля под строительство была выкуплена у ясачных крестьян Краснопольской слободы Верхотурского уезда Тобольской губернии. Завод был запущен осенью 1729 года в составе 4 молотов для передела чугуна Верхнетагильского завода. Доставка чугуна осуществлялась гужевым транспортом. В первые годы работы годовое производство составляло до 32 тыс. пудов железа. В заводской посёлок Демидов переселил жителей с Невьянского и Верхнетагильского заводов.
В 1730-х годах с расширением рудной базы началось строительство двух доменных печей. В 1736 году было выплавлено около 90 тыс. пудов чугуна, также было налажено производство артиллерийских орудий. Частично произведённый чугун отправляли речным транспортом для переработки на Шайтанский завод. В 1743 году работала одна домна, 6 молотов, 8 кричных горнов, пушечная фабрика с 3 токарными станами. Руда поставлялась с близлежащих рудников, а также удалённого Высокогорского рудника, лесная дача находилась в радиусе 60 вёрст вокруг завода.
После смерти А. Н. Демидова в 1745 году Староуткинский завод несколько раз переходил от одних наследников к другим, что негативно сказывалось на производстве. В начале 1750-х годов производительность завода составляла до 39,3 тыс. пудов железа в год. В 1758 году на заводе работали 233 крепостных и 533 приписных крестьянина. В 1758 года владельцем завода стал Г. А. Демидов, основавший Бисертский завод, специализацией которого был передел чугуна Староуткинского завода. Расстояние между предприятиями составляло 50 вёрст, доставка грузов производилась гужевым транспортом. В 1760 году на двух заводах было произведено 117,3 тыс. пудов чугуна и 47,4 тыс. пудов железа.
С 1761 года завод находился в совместном управлении наследников Г. А. Демидова, 1 апреля 1765 года перешёл во владение Павла Григорьевича Демидова, а Бисертский — Петра Григорьевича. В результате Бисертский завод перешёл на переработку чугуна Ревдинского завода, а Павел Григорьевич был вынужден строить новый Камбарский молотовый завод для переработки уткинского чугуна. В 1767 году Павел Григорьевич Демидов продал завод брату Александру, которому удалось стабилизировать производство. В 1771 году на заводе имелись попеременно работали 2 домны 7 молотов, 10 горнов, 1 горн для изготовления уклада, 3 кузницы с 8 горнами. Помимо чугуна на заводе производились кричное и полосовое железо. В начале 1770-х годов на заводе работали 996 человек, в том числе 289 купленных крепостных.

### Восстание Пугачёва
Во время Крестьянской войны завод оказался в зоне военных действий. Несмотря на собственный крупный гарнизон, 11 февраля 1774 года завод был захвачен отрядом пугачевского атамана И. Н. Белобородова. В марте того же года повстанцы покинули завод, не причинив ему значительного ущерба. 14 марта 1774 года завод возобновил работу. В 1780 году на заводе работали 2 домны, 1 рудобойный молотот, 3 молотовые фабрики с 7 молотами, 10 горнами и 1 колотушечным молотом, кузнечная фабрика с 10 горнами, а также пильная мельница. Работа оборудования обеспечивалась 14 водяными колёсами общей мощностью в 354 л. с. В 1780 году производство составило 199,4 тыс. пудов чугуна и 37,6 тыс. пудов железа. Продукция реализовалась на местном рынке, частично по водным путям шла на внутренний российский рынок, а также на экспорт. За 1790—99 годы было выплавлено 2,2 млн пудов чугуна. Годовой объём производства железа находился в пределах 35—40 тыс. пудов. В 1800 году было произведено 210,6 тыс. пудов чугуна и 38,3 тыс. пудов железа.

### XIX век
В период Отечественной войны 1812 года на заводе производились ядра, бомбы, дробь и другие боеприпасы. В послевоенное время выплавка чугуна снизилась, а объёмы производства железа возросли. В 1823 году было произведено 161,8 тыс. пудов чугуна и 46,9 тыс. пудов железа, в 1825 году было изготовлено 45,3 тыс. пудов железа. В 1820-х домны имели высоту 11,4 м, ширину в распаре 3,2 м, ширину в колошнике 1,8 м. В 1830—40-х годах на заводе функционировала медеплавильная печь, выплавлявшая черновую медь из высокогорской железной руды. Всего на Староуткинском заводе было выплавлено около 1 тыс. пудов черновой меди, но из-за низкой рентабельности медное производство было остановлено. В 1846 году было произведено 295,4 тыс. пудов чугуна и 72,5 тыс. пудов железа. В 1847 году из-за долгов завод был передан в казённое управление.
В 1848 году завод перешёл к товариществу Суксунских горных заводов. В 1853 году был внедрён контуазский способ кричного производства. В 1859 году на заводе работали 2 доменные печи, 8 кричных горнов, 1 медеплавильная и 2 сварочные печи. Работа обеспечивалась 14 водяными колёсами общей мощностью в 354,5 л. с. В 1859 году было произведено 332,6 тыс. пудов чугуна и 62,1 тыс. пудов кричного железа, 0,9 тыс. пудов железных изделий. В 1860 году было произведено 320,7 тыс. пудов чугуна и 52,3 тыс. пудов сортового железа. В 1860 году на заводе работало 1438 человек. Начиная с 1862 года, рабочие неоднократно жаловались на задержку зарплаты, отказывались от уставных грамот, оказывали сопротивление межевым работам, требовали сложения недоимок, предоставления земельных наделов в собственность. В 1861 году число рабочих сократилось до 1332 человек, что привело к сокращению объёмов производства чугуна до 269,6 тыс. пудов, сортового железа — до 41 тыс. пудов. Товарищество Суксунских горных заводов не справилось с новыми условиями работы после отмены крепостного права и не смогло погасить долги, в результате чего завод в 1863 году вернулся в казённое управление. В 1870 году железо Староуткинского завода получило похвальный отзыв на Московской выставке. В 1871 году кричное производство было заменено на пудлинговое. В конце 1870-х годов на заводе имелись главная и нижняя плотины. В конце 1870-х — начале 1880-х годов были построены прокатная и пудлинговая фабрики, установлены двухтонный паровой молот системы Несмита и паровая машина мощностью 46 л. с.
С 1886 года заводом владел А. П. Демидов, по делам которого в 1889 годы было учреждено конкурсное управление, продавшее завод в 1891 году Сергею Александровичу Строганову. В 1892 году старые домны были демонтированы, началось строительство новой доменной печи, которая была запущена в 1896 году. Также был построен ряд вспомогательных фабричных зданий, новый шлюз и гавань. В 1898 году была установлена паровая воздуходувная машина и отремонтирована плотина. Производительность новой домны на горячем дутье достигала 600 тыс. пудов чугуна в год. Подача шихты в домну производилась гужевым транспортом по наклонному деревянному мосту.

### XX век
Промышленный кризис конца XIX — начала XX века привёл к снижению объёмов производства, производство железа было полностью прекращено. Завод перешёл на производство чугуна для нужд Добрянского завода. В 1899—1902 годах с перерывами работала одна домна. В 1899 году было выплавлено 688,5 тыс. пудов чугуна, в 1901 — 571,3 тыс. пудов, в 1905 — 416,2 тыс. пудов, в 1906 — 618,3 тыс. пудов, в 1909 — 605,5 тыс. пудов, в 1911 — 757 тыс. пудов. В дальнейшем среднегодовой объём производства составлял около 650—700 тыс. пудов. В годы Первой мировой войны объём производства вырос, но в 1916—17 годах начал постепенно снижаться.
После Октябрьской революции Деловой совет завода возглавили А. В. Щербаков, В. С. Молчанов и А. П. Ефремов. 25 апреля 1918 года завод был национализирован. В годы Гражданской войны завод был разрушен, население заводского посёлка сократилось почти вдвое. Летом 1920 года А. П. Ефремов и А. В. Щербаков возглавили подготовку к возобновлению работы Староуткинского завода. К 1 января 1921 года удалось обеспечить только добычу железной руды на местных рудниках в объёме 12,3 тыс. пудов. В 1921 году завод входил в состав Екатеринбургского треста «Гормет», в этом же году из-за недостатка оборотных средств был сдан в аренду лесопромышленнику Лапину и А. В. Щербакову.
В 1922 году заработала доменная печь и чугунолитейный цех, производивший сковородки, ступы, жаровни, печки и другую утварь. Всего было 1379 т чугуна и чугунных изделий. В летний период продукцию на баржах перевозили к плотине по заводскому пруду до железнодорожного тупика, который был соединён с железнодорожной веткой. Зимой доставка готовой продукции до железной дороги осуществлялась гужевым транспортом. Из-за устаревшего оборудования и технологий завод работал с перебоями, не приносил прибыль и вскоре был остановлен.
С 1926 года завод вошёл в состав Свердловского горно-металлургического треста «Гормет», с 1928 переименованного в «Уралмет». В 1931—34 годах завод выпускал чугун и чугунные отливки. Доменная печь объёмом 106 м³ имела суточную производительность 39 т чугуна. В 1935 году доменная печь была законсервирована, а в марте 1942 года вновь задута с целью производства хромоникелевого чугуна для последующей выплавки броневой стали. Печь не имела кожуха, огнеупорная кладка была скреплена железными обручами. Для погрузки шихты в печь был построен вертикальный подъёмник, к которому шихта вручную доставлялась на вагонетках. В 1942 году было выплавлено 12 541 т древесно-угольного и 18 477 литейного чугуна. В 1945 году было начато производство минеральной ваты из доменного шлака. В 1949 году доменная печь была реконструирована, а в 1957 году был проведён капитальный ремонт с увеличением объёма до 145 м³. В этом же году было освоено производство бытовых алюминиевых изделий. В 1957 году в доменном цехе была построена разливочная машина. С 1958 года домна специализируется на выплавке феррофосфора и ферромарганофосфора. С 1958 года завод находился в составе металлургического управления Свердловского совнархоза, а после его ликвидации — в производственном объединении Уралчермет.
В 1960—70 годы была построена линия электропередачи 110 кВт для обеспечения энергоснабжения завода. В 1960 году был запущен литейный участок по производству различных чугунных изделий. В 1963 году были построены доменные воздухонагреватели и система газоочистки. Осваивались различные виды металлургической продукции. В 1987—1993 годах была произведена реконструкция доменной печи с переходом на выплавку передельного и литейного чугуна, освоено производство технической дроби.
В 1993 году завод был преобразован в АОЗТ «Староуткинский метзавод». Объёмы производства чугуна снижались, домна часто простаивала. В 1990—2000-х годах завод ориентировался на спрос и производил ферросплавы, минеральную вату и техническую дробь.
Прекратил свою работу в 2000-е годы. Впоследствии оборудование было вывезено, а цеха находятся в заброшенном состоянии и периодически разграбляются мародерами. 